# Rodin (film)
Pour les articles homonymes, voir Rodin (homonymie).
Pour plus de détails, voir Fiche technique et Distribution.
Rodin est un film franco-belgo-américain réalisé par Jacques Doillon, sorti en 2017.

## Synopsis
À Paris en 1880, le sculpteur Auguste Rodin, 40 ans, reçoit la reconnaissance de l'État français qui lui commande l’œuvre La Porte de l'Enfer, composée entre autres du Baiser et du Penseur. Alors qu'il vit avec sa compagne Rose, il tombe amoureux de son élève la plus douée, Camille Claudel, qui devient son assistante puis sa maîtresse. Une passion folle et intense qui dura 10 ans et se termina par une rupture douloureuse. Rodin réalise après s'être séparé d'elle un portrait de Balzac, qui fait scandale et marque l'histoire de l'art.

## Fiche technique
Sauf indication contraire, les informations mentionnées dans cette section peuvent être confirmées par les bases de données cinématographiques IMDb et Allociné,  présentes dans la section « Liens externes ».
- Titre original : Rodin
- Réalisation et scénario : Jacques Doillon
- Musique : Philippe Sarde
- Décors : Katia Wyszkop
- Costumes : Pascaline Chavanne
- Photographie : Christophe Beaucarne
- Son : Erwan Kerzanet, François Abdelnour, Thomas Gauder
- Montage : Frédéric Fichefet
- Production : Kristina Larsen
  - Production exécutive : Tina Winholt
  - Production associée : Philippe Logie
  - Coproduction : Charles S. Cohen et Patrick Quinet
- Sociétés de production[1] :
  - France : Les Films du Lendemain, en coproduction avec Wild Bunch et France 3 Cinéma, avec la participation de Canal+, Ciné+, France Télévisions et le CNC, en association avec Palatine Étoile 14 et SofiTVciné 4, en partenariat avec le Musée Rodin, avec le soutien de la Sacem
  - Belgique : en coproduction avec Artémis Productions, la RTBF, Voo, BeTV et Shelter Prod, avec le soutien de la Taxshelter. be, Internationale Nederlanden Groep (ING) et la Tax Shelter du Gouvernement Fédéral Belge
  - États-Unis : en coproduction avec Cohen Media Group
- Sociétés de distribution[2] : Wild Bunch Distribution (France) ; Cinéart (Belgique) ; Cohen Media Group (États-Unis) ; Sphère Films (Québec) ; Praesens-Film (Suisse romande)
- Budget : 5 348 095 €[3]
- Pays de production :  France,  Belgique,  États-Unis
- Langues originales : français, japonais
- Format[4] : couleur - DCP Digital Cinema Package - 2,39:1 (Cinémascope) - son Dolby 5.1
- Genre : biopic, drame, romance
- Durée : 119 minutes
- Dates de sortie[5] :
  - France : 24 mai 2017 (sortie nationale et présentation en compétition officielle au festival de Cannes 2017)
  - Belgique, Suisse romande : 24 mai 2017[6],[7]
  - États-Unis : 1er juin 2018 (sortie limitée)
  - Québec : 22 juin 2018[8]
- Classification[9] :
  - France : tous publics[10]
  - Belgique : tous publics (Alle Leeftijden)[6]
  - États-Unis : non classé (Not Rated)
  - Suisse romande : interdit aux moins de 12 ans[11]
  - Québec : 13 ans et plus (13+ / 13 years and over)[8]

## Distribution
- Vincent Lindon : Auguste Rodin
- Izïa Higelin : Camille Claudel

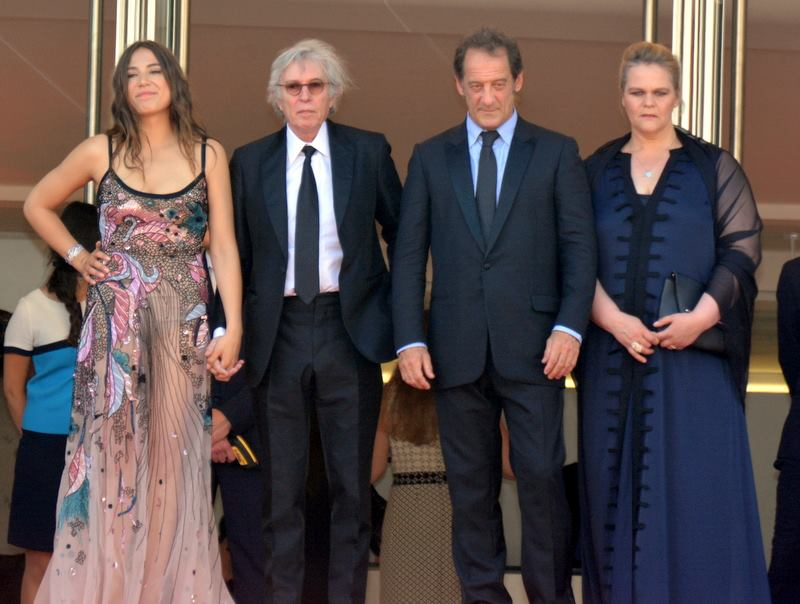
Le réalisateur et les acteurs principaux lors de la présentation du film au festival de Cannes.

- Séverine Caneele : Rose Beuret, épouse de Rodin
- Edward Akrout : Edward Steichen
- Zina Esepciuc : Modèle Marianne
- Olivia Baes : Gwen Mary John
- Lea Jackson : Jessie
- Magdalena Malina : Sophie Postolska
- Maxence Tual : Eugène Blot
- Patricia Mazuy : Aurélie de Faucamberge
- Edouard Duthuillé : François Pompon
- Pascal Casanova : Ambroise Vollard
- Bernard Verley : Victor Hugo
- Guylène Péan : Juliette Drouet
- François Neycken : Estager
- Cendrine Gourbin : Modèle Pierre Louÿs
- Pauline Cousty : Mlle Octavie
- Svetlana Semusheva : Hilda Flodin
- Arthur Nauzyciel : Paul Cézanne
- Louise Le Pape : Adèle Abruzzesi
- Olivier Cadiot : Monet
- Nathalie Becue : une faiseuse d'ange
- Anders Danielsen Lie : Rilke
- Nia Acosta : la sœur d'Adèle Abruzzesi
- Anne-Cécile Quivogne : une femme enceinte
- Cléo Sénia : Mlle Fontaine
- Laurent Poitrenaux : Mirbeau
- Pierre-Yves Desmonceaux : un ami de Victor Hugo
- Alexandre Haulet : un assistant de Rodin
- Anthony Bajon : Auguste Beuret (fils de Rodin non reconnu)
- Régis Royer : un modèle
- Serge Bagdassarian : un modèle

## Production

### Genèse et développement
Jacques Doillon explique la genèse de son film :

« Lorsque mon film précédent, Mes séances de lutte, est sorti, deux producteurs de documentaires m’ont contacté pour me dire qu’il leur avait fait penser à Rodin. Comme la célébration du centenaire de la mort du sculpteur se profilait, ils m’ont proposé d’envisager la réalisation d’un documentaire sur lui. Je connaissais son œuvre, mais sans plus. J’avais été quelquefois au musée, voilà tout. J’ai accepté dans un premier temps, mais assez vite, j’ai imaginé des scènes de fiction pour mieux « faire revivre l’animal ». Au fur et à mesure de l’écriture, la fiction a pris de plus en plus de place, et je me suis aperçu que je n’étais pas intéressé ou capable de faire un film documentaire, qu’il me fallait des comédiens. J’ai donc décliné cette offre et j’ai continué à écrire, en me documentant, des scènes de « fiction ». La première écriture terminée, je suis allé voir Vincent Lindon à qui le projet a plu. Vincent a mis en marche la machine : Kristina Larsen a souhaité le produire, et voilà… ! »

### Tournage

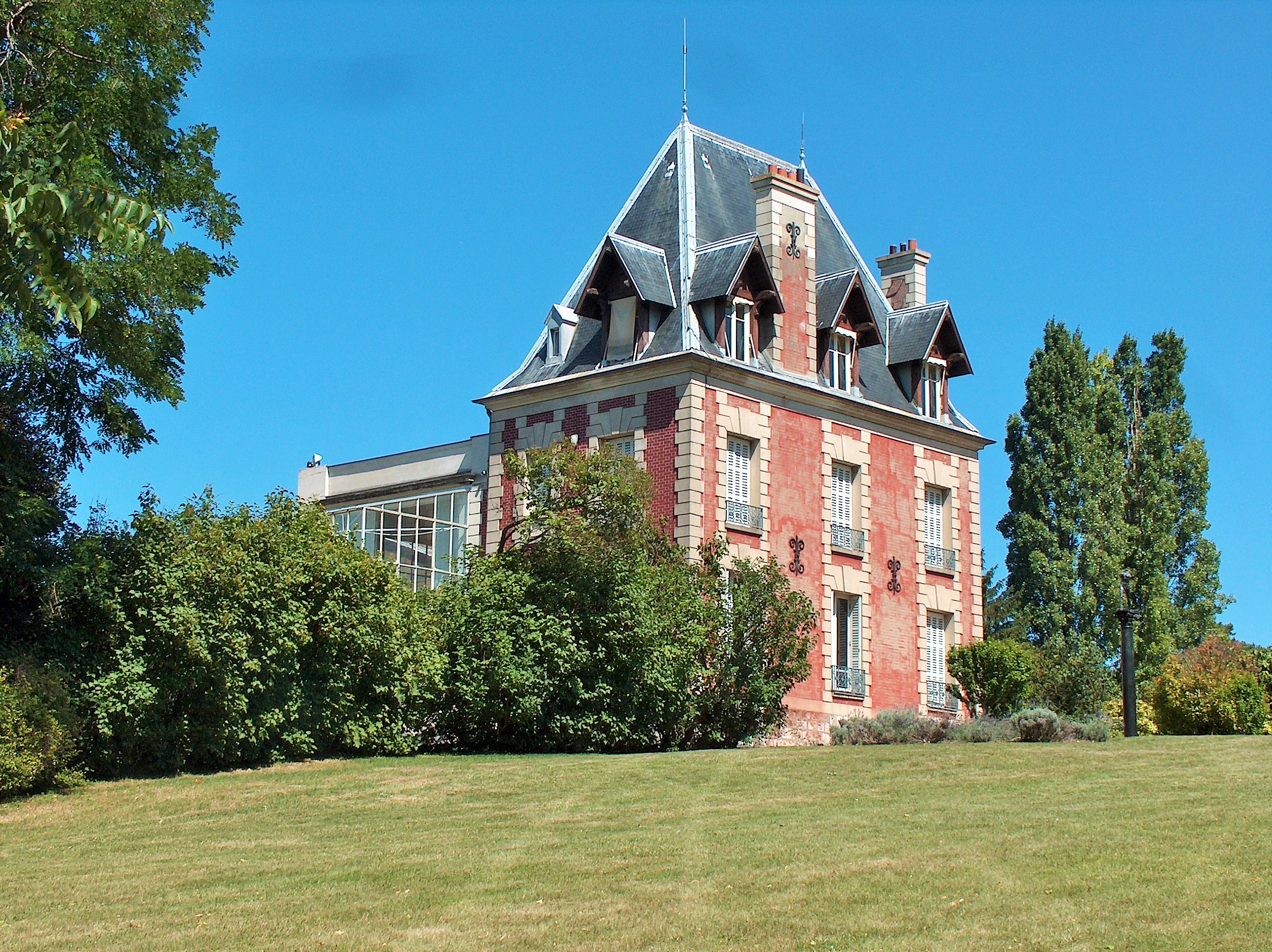
La villa des Brillants, musée Rodin à Meudon.

Le tournage a eu lieu à Paris, Chartres ainsi que dans la véritable maison du sculpteur à Meudon, la villa des Brillants, comme l'explique la chef-décoratrice Katia Wyszkop :

« Nous avons tourné à Meudon, dans la maison de Rodin, dans sa chambre et dans sa salle à manger. Le grand Christ espagnol que l’on voit dans sa chambre était le sien. Pour le reste, on n’a pas toujours pu utiliser des maquettes, trop fragiles, et des sculptures authentiques. On a donc fait faire des reproductions par de très bons sculpteurs. Plusieurs éléments que vous voyez dans le film sont authentiques : la salle à manger, des éléments de l’atelier, ainsi que le lit. C’est une drôle de sensation que de faire revivre les lieux réellement investis par les personnages, fouler le même escalier, marcher sur le plancher, s’asseoir dans l’atelier et voir la silhouette de Vincent Lindon, c’est un voyage dans le temps. »

## Musique
Aucune musique n'est mentionnée dans le générique du film.

### Bande originale
Par Philippe Sarde :
- Auguste Rodin, durée : 4 min 33 s.
- L'atelier, durée : 1 min 39 s.
- Rose et Auguste, durée : 2 min 33 s.
- La robe de chambre, durée : 2 min 9 s.
- Victor Hugo et Balzac, durée : 5 min 27 s.
- Chez Camille, durée : 2 min 12 s.
- Dialogue avec le visage de Camille, durée : 1 min 53 s.
- La cathédrale, durée : 7 min 46 s.
- La porte de l'enfer, durée : 4 min 10 s.

## Accueil

### Accueil critique
Sur l'agrégateur américain Rotten Tomatoes, le film récolte 30 % d'opinions favorables pour 40 critiques. Sur Metacritic, il obtient une note moyenne de 39⁄100 pour 14 critiques.
En France, le site Allociné propose une note moyenne de 3,7⁄5 à partir de l'interprétation de critiques provenant de 21 titres de presse.

## Distinctions
Le film Rodin n'a remporté aucune récompense,.

### Nominations
- Festival de Cannes 2017 :
  - Prix du scénario pour Jacques Doillon,
  - Cannes Soundtrack pour Jacques Doillon,
  - Palme d'Or pour Jacques Doillon,
  - Prix Fipresci - Compétition officielle pour Jacques Doillon,
  - Grand Prix pour Jacques Doillon,
  - Prix du Jury pour Jacques Doillon,
  - Prix de la mise en scène pour Jacques Doillon.

### Sélection
- Festival de Cannes 2017 : sélection officielle en compétition.